# Abd Allah ibn Umm Maktum
Abd Allah ibn Umm Maktum (arabisch عبد الله بن أم مكتوم; † 636) war ein Gefährte des Islamischen Propheten Mohammed. Die ersten Verse von Sure 80 im Koran sollen auf ihm bezogen sein.

## Biographie
Abdullah Ibn Umm Maktum war der Sohn von Qays Ibn Zayd und Aatikah Bint Abdullah. Er kam blind auf die Welt, weshalb seine Mutter Umm Maktum (Mutter des Verborgenen) hieß. Er war der Cousin von Khadijah bint Khuwaylid. Abd Allah gehörte zu den ersten Konvertiten zum Islam. Muhammad sandte ihn und Mus'ab ibn 'Umair nach Medina, um den Bewohnern den Islam zu lehren. Er und Bilal Ibn Rabah wurden von Mohammed als Gebetsrufer in Medina auserwählt. Abd Allah wurde immer als Vorbeter eingesetzt, wenn Mohammed zu Schlachten ging. Abd Allah starb im Jahr 636 in der Schlacht von al-Qādisiyyah.

## Koran Vers
Die ersten zehn Verse tadeln ein Fehlverhalten, das in der sunnitischen Tradition dem Propheten Mohammed zugesprochen wird. Er hatte Walid ibn al-Mughira und andere Quraischiten bei sich gehabt, um sie von seiner Botschaft zu überzeugen. Da kam Abd Allah ibn Umm Maktum zu ihm. Abd Allah wusste nicht, dass der Prophet Besuch hatte, und wollte von ihm belehrt werden. Mohammed war diese Unterbrechung seines Gesprächs nicht recht. Er wandte sich von dem Blinden ab und wird deswegen vom Koran getadelt.
Laut Schiiten Beziehen sich diese Verse jedoch nicht auf den Propheten. Auch lehnen sie die Hadithe dazu ab.